# Đông Uế
Đông Uế, là một quốc gia bộ lạc tồn tại ở phần đông bắc bán đảo Triều Tiên từ khoảng thế kỷ 3 TCN đến khoảng đầu thế kỷ 5 TCN. Quốc gia này giáp với Cao Câu Ly (Goguryeo) và Ốc Trở (Okjeo) ở phía bắc, Thìn Hàn ở phía nam, và giáp Lạc Lãng quận do người Hán cai quản ở phía tây. Ngày nay, lãnh thổ của quốc gia cổ này nằm thuộc hai tỉnh Hamgyong Nam và Kangwon tại Cộng hòa Dân chủ Nhân dân Triều Tiên, và tỉnh Gangwon tại Hàn Quốc.

## Lịch sử

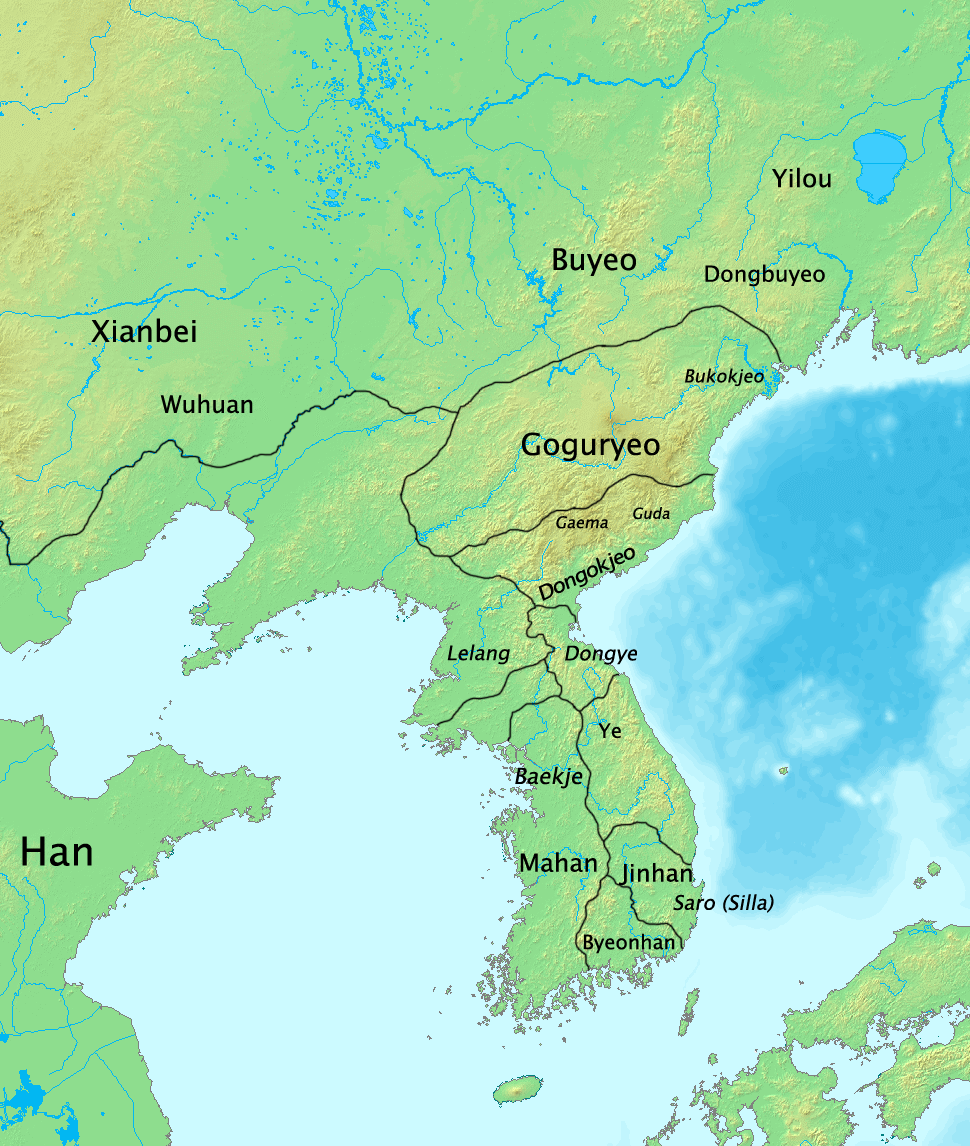
Tiền Tam Quốc Triều Tiên, khoảng năm 001 SCN.

Đông Uế xuất hiện trong lịch sử như là một nước chư hầu của Cao Câu Ly. Tuy nhiên vào đầu thế kỷ 5, Quảng Khai Thổ Thái Vương của Cao Câu Ly đã thôn tính Đông Uế, cùng với đó là sự thống trị của Cao Câu Ly với toàn bộ phần phía bắc bán đảo Triều Tiên và một phần lớn Mãn Châu. Một phần nhỏ của Đông Uế ở phía nam trở thành lãnh thổ Tân La.

## Con người và văn hóa
Người Đông Uế tự coi mình tương đồng với người Cao Câu Ly, và có chia sẻ cũng nguồn gốc ngôn ngữ và dân tộc với người Ốc Trở và Cao Câu Ly. Điều này có thể chỉ ra rằng Đông Uế cũng chia sẻ cùng một nguồn gốc Phù Dư Quốc và Cổ Triều Tiên. Đông Uế có khoảng 2 vạn hộ.
Có rất ít thông tin về Đông Uế còn lưu lại; hầu hết các thông tin còn lại đến từ các thảo luận về Đông Di trong Tam quốc chí của Trung Hoa. Tục lệ "Mucheon" (무천, 舞天, Vũ Thiên), một lễ hội thờ phụng thượng đế bằng những lời ca và điệu nhảy vào tháng 10 âm lịch, được đề cập đến trong một số tư liệu. Điều này liên quan chặt chẽ với lễ hội Dongmaeng (Đông Minh) ở Cao Câu Ly, tổ chức vào cùng thời điểm trong năm, cũng được phối hợp với các màn võ thuật. Người dân thường thờ phụng con hổ như một vị thần.
Nền kinh tế của Đông Uế chủ yếu dựa vào nông nghiệp, bao gồm cả nghề nuôi tằm và trồng cây gai dầu. Lễ hội Mucheon chủ yếu nhằm cầu mong một vụ mùa bội thu trong năm tới. Nền nông nghiệp của quốc gia này được tổ chức ở cấp thôn làng. Luật lệ Đông Uế trừng phạt nghiêm khắc những người lấn chiếm đất của chung.